# Hôtel Royal de Maisons-Laffitte
L'Hôtel Royal est un hôtel, protégé des monuments historiques, situé à Maisons-Laffitte, dans le département français des Yvelines.

## Historique
Œuvre de l'architecte Holl, l'hôtel est construit en 1910 pour une chaîne d'hôtel qui fait faillite en 1914. Il devient en 1948 la propriété du ministère de l'Éducation nationale.
L'hôtel est classé au titre des monuments historiques par décret en 1930,.
En 1947, la MGEN (Mutuelle Générale de l’Éducation Nationale) s’y installe après le rachat du bâtiment par l’État avant de s’en séparer en 2010 en raison de l’état de ses infrastructures.
Laissé à l'abandon depuis plus de 10 ans, l'Hôtel Royal accueille désormais une résidence de standing. Ce lieu d’exception a été réhabilité par l’opérateur immobilier spécialisé dans ce type de biens, Histoire et Patrimoine, pour au moins 7 M €. Le chantier, dont la première pierre a été posée par le maire Jacques Myard (LR) en octobre 2018, s’est terminé en février 2021. 

## Architecture
Transformée dès 1920 en établissement sanitaire (notamment pour les militaires), cette superbe bâtisse de style néoclassique de trois étages devient la propriété de l’État en 1948 après avoir été classée aux Monuments historiques en 1930. C’est là que s’installent les services de la Mutuelle générale de l’Éducation nationale (MGEN). Les intérieurs sont remaniés en 1968 par la MGEN dans un projet de restructuration en clinique. 
La dernière restructuration de l'immeuble a été engagée de 2018 à 2020, en résidence de standing, par l'opérateur Immobilier Histoire & Patrimoine et par Bertrand Monchecourt, Architecte du patrimoine. Tout en ayant conservé un style hôtelier, 56 logements occupent désormais l’édifice, du studio au 4 pièces. Ils ont été imaginés par l’architecte Bertrand Monchecourt selon les recherches historiques sur l’Hôtel Royal et notamment selon les plans initialement prévus par l’architecte Paul Tournon en 1930. Ce dernier prévoyait la création d’un troisième étage ainsi qu’un projet de renouvellement de la toiture. C’est pourquoi un nouvel étage a été créé de toutes pièces – qui a permis l’ajout de sept logements supplémentaires – avec une nouvelle toiture, inspirée de celle dessinée par Paul Tournon en 1930.